# 阿尔斯费尔德
阿尔斯费尔德（德語：Alsfeld，發音：[ˈalsfɛlt] ⓘ）是德国黑森州吉森行政区福格尔斯山县的城市，面积129.71平方千米，2023年12月31日人口为16,205人。